# 248e régiment d'infanterie (France)
Le 248e régiment d'infanterie (248e RI) est un régiment d'infanterie de l'Armée de terre française constitué en 1914 avec les bataillons de réserve du 48e régiment d'infanterie.

## Création et différentes dénominations
- août 1914 : 248e régiment d'infanterie.
- juillet 1916, adjonction d'un bataillon du 271e régiment d'infanterie.
- novembre 1918 : dissolution.
- 1939 : mobilisation
- 1940 : dissolution

## Historique des garnisons, combats et batailles

### Première Guerre mondiale

#### Affectation
À la mobilisation, chaque régiment d'active créé un régiment de réserve dont le numéro est le sien plus 200. Le 248e RI est formé à Guingamp et est rattaché à la 119e brigade, 60e division d'infanterie, 11e corps d'armée, dans la 10e région militaire. Il combat avec la 60e DI d'août 1914 à novembre 1918.
Il compte deux bataillons, puis trois en juillet 1916 par adjonction d'un bataillon du 271e régiment d'infanterie.
Le régiment tient un journal de tranchées dénommé Le Biniou à poil.

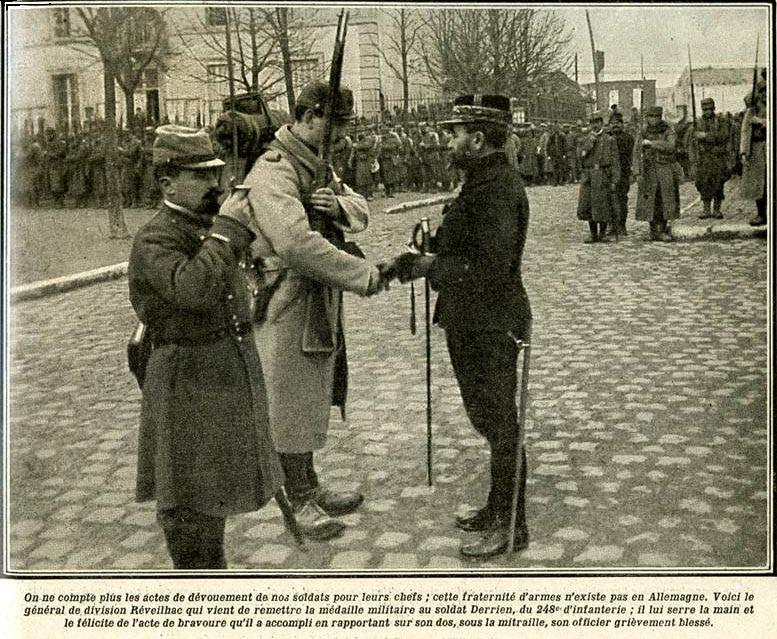
Le soldat Derrien du décoré par le général Réveilhac début 1915.

#### 1915
- 25 septembre-6 octobre : seconde bataille de Champagne

### Seconde Guerre mondiale

#### Drôle de guerre
Le 248e régiment d'infanterie est l'un des trois régiments d'infanterie de la 61e division d'infanterie (41e corps d'armée de forteresse, 9e armée). Cette division doit, selon ce qui sera décidé lors d'une éventuelle attaque allemande en Belgique, défendre la Meuse entre Vireux-Molhain et Anchamps (hypothèse Dyle) ou défendre la position de résistance nationale Rocroi – Signy-l'Abbaye (hypothèse Escaut). Préparant l'un des deux cas, le 248e est chargé d'organiser la position nord sur la Meuse avec le 337e régiment d'infanterie au sud.

## Traditions

### Drapeau

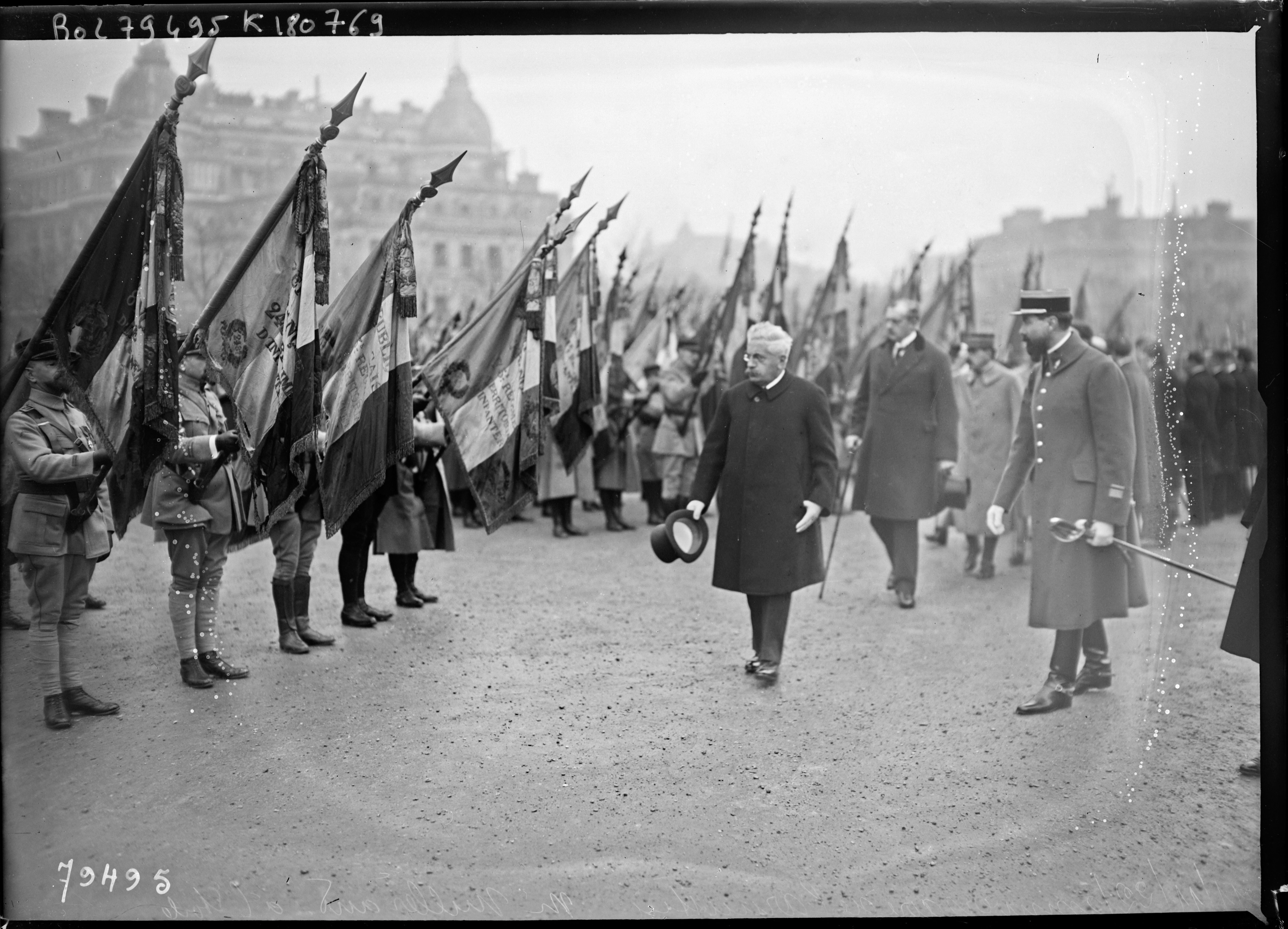
Le drapeau du (deuxième en partant de la gauche) lors des commémorations du 11 11 1922. Au centre, le président Millerand.

Il porte, cousues en lettres d'or dans ses plis, les inscriptions suivantes :
- La Marne 1914
- Verdun 1916
- L'Oise 1918

### Décorations
Sa cravate est décorée de la Croix de guerre 1914-1918 avec deux citations à l'ordre de l'armée.
Il reçoit la fourragère aux couleurs du ruban de la croix de guerre 1914-1918.

## Personnalités ayant servi au248eRI
- Louis Barthas (1879-1952), tonnelier, militant et syndicaliste français
- Pierre Jalabert (1884-1968), poète, auteur de théâtre, romancier et historien
- Jean de Gaigneron (1890-1976), peintre français
- Louis Finet (1897-1976), résistant français, Compagnon de la Libération